# Conmigo (Rest of Your Life)
«Conmigo (Rest of Your Life)» es una canción en espanglish de la cantante mexicana Sofía Reyes incluida en su álbum debut de estudio Louder! (2017). Fue escrita y producida por el cantante rumano Smiley, Nuyorican Lil' Eddie y Reyes. Fue lanzada oficialmente en abril del 2015 en plataformas digitales y en sencillo-track del disco.

## Vídeo musical
El vídeo musical de la canción se publicó en su canal de YouTube dos días después del lanzamiento y tuvo como invitado a Kendall Schmidt, integrante de la boyband estadounidense Big Time Rush.

## Lista de canciones

### Descarga digital[4]
- 'Conmigo (Rest of Your Life)' - 3:18

## Posicionamiento en listas
| Lista (2015)                       | Mejor posición |
| ---------------------------------- | -------------- |
| Argentina (Spotify Charts)         | 94             |
| México (Billboard Mexican Airplay) | 20             |
| México (Spotify Charts)            | 15             |
| España (Spotify Charts)            | 39             |
| España (Top 100 Canciones)         | 18             |
| Estados Unidos (Latin Pop Airplay) | 18             |
| Perú (Spotify Charts)              | 96             |
| Uruguay (Spotify Charts)           | 166            |

## Historial de lanzamiento
| Región | Fecha               | Formato                     | Discográfica       | Ref.   |
| ------ | ------------------- | --------------------------- | ------------------ | ------ |
| México | 14 de abril de 2015 | Descarga digital, Streaming | Warner Music Latin | [ 10 ] |